# ضلع قائم

مثلث قائم وتره h, مع الضلعين القائمين c_{1} وc_{2}.

الضلع القائمة أو ضلع القائم إحدى الضلعين المتعامدتين المحاذيتين للزاوية القائمة. ويُقال للضلع الآخر: الوتر. تُحسَب بأطوالها النسبُ المثلثية: كالجيب، وجيب التمام. 
وتُعرف العَلاقة بين أطوال الضلعين القائمتين وطول الوتر بمبرهنة فيثاغورس.

## وصلات خارجية
- إيريك ويستاين، ضلع قائم، ماثوورلد Mathworld (باللغة الإنكليزية).